# Alexander Wassilko von Serecki
Le Baron Alexander Wassilko von Serecki forme germanisée du roumain Alexandru Vasilco-Serețchi, (17 décembre 1827, Berhomete - 20 août 1893, Lăpușna) était un politicien austro-hongrois et un aristocrate roumain d'origine ukrainienne (Vasilko) engagé dans la renaissance culturelle roumaine en Bucovine, membre de la Chambre des Seigneurs d'Autriche (Herrenhaus) et Maréchal du Duché de Bucovine ; il s'est engagé pour les droits des Roumains au sein de la Monarchie des Habsbourg.

## Origines

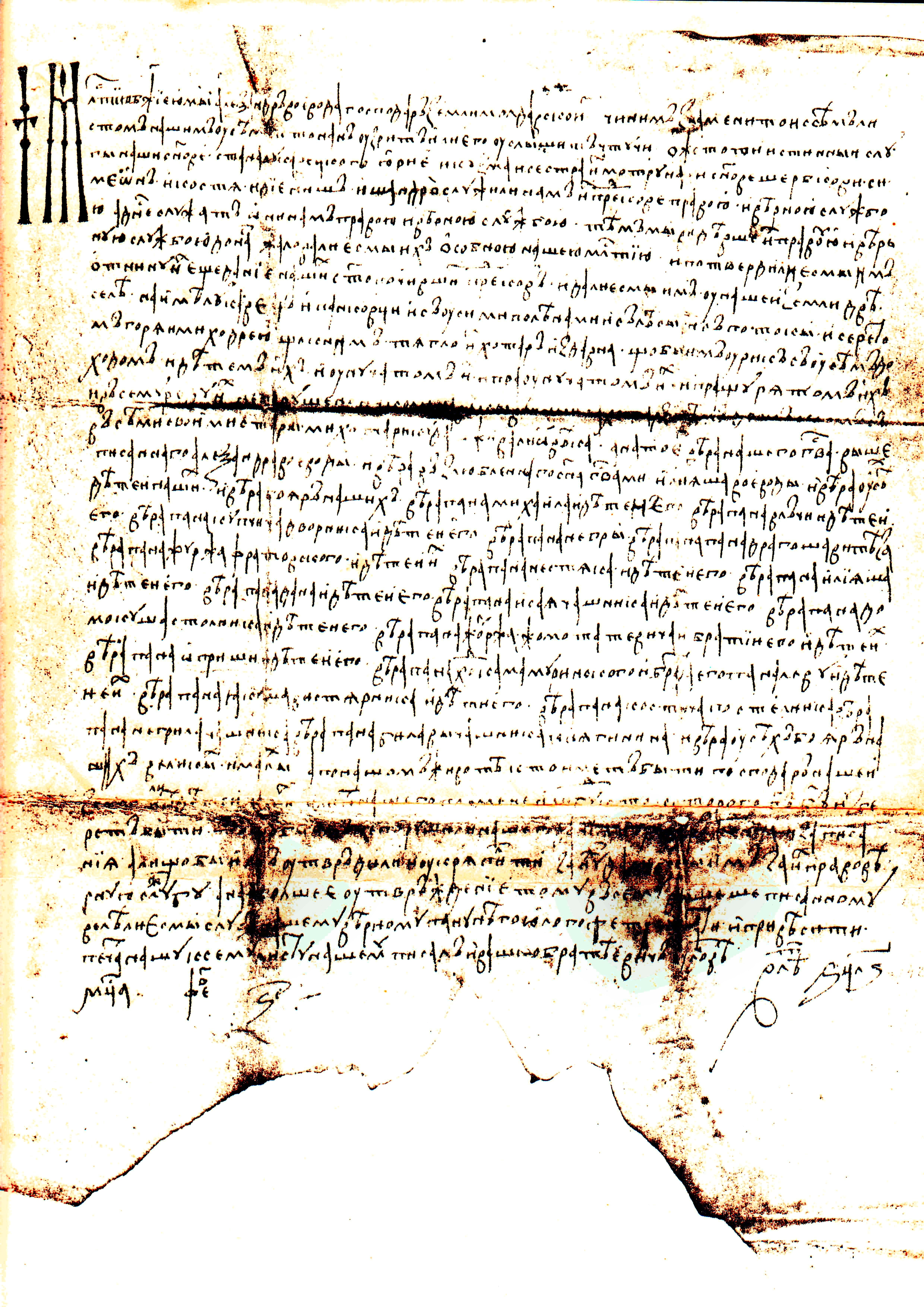
Document de 1428

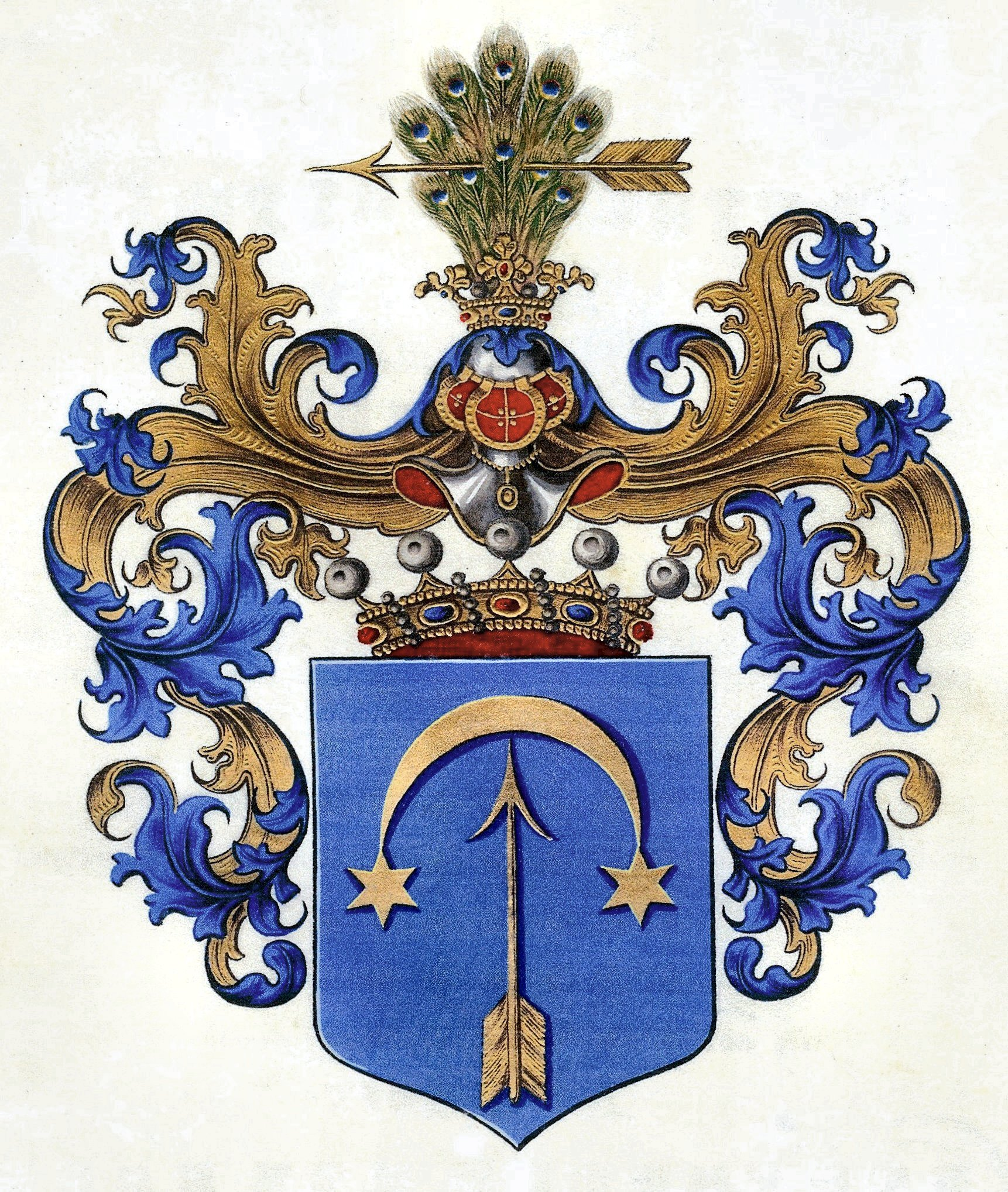
Armoiries d'Alexandru Vasilcu din Siret, baron Alexander Wassilko von Serecki

La famille faisait partie des boyards de la Principauté de Moldavie. Par Johann Svoboda elle avait ses racines en Russie, où ses membres avaient été Knèzes du gouvernement de Kiev au XIe siècle,. C'est le prince de Peremyšl et Terebovl Wassilko (aussi: Vasil'ko, Wasilko) Rostislavič, qui a été aveuglé.   
L'histoire des Wassilko en Moldavie a commencé dans les villages de la haute vallée de Siret, avant même la fondation de la Principauté en 1350, avec un certain Pancu. Son village a été nommé « Pancăuţi (Panca) ». Pour son dernier enfant, Luca, il a appelé un lieu à proximité « Lucavăţ », d'après son fils . Luca a eu deux fils, Stan et Şerbco, qui ont servi loyalement dans l'armée du voïvode Alexandre Ier le Bon, et le prince, en l'honneur du «vrai serviteur» et de ses chevaliers à la cour royale, leur a confirmé par une charte datée du 16 février 1428 la possession de ces villages avec toutes leurs forêts, pâturages, champs et les cours d'eau. Berhomet était un autre village fondé par les descendants de Pancu,,. La noble famille Wassilko von Serecki (aussi: Cazacul, Căzăcescul, Lukawiecki, Wassilko-Lukawiecki, Wassilko / Vasilco) descend de Luca, le fils de Pancu.
La donation de l'ancien voïvode a été confirmée par le prince Alexandru IV Lăpușneanu le 7 mai 1765. Il a aussi donné à la famille des parties d'un grand nombre de villages dans le nord de la Moldavie, probablement à cause de la liaison d'une fille de Wassilko avec son fils Petru Cazacul, plus tard aussi prince de Moldavie et exécuté par les Ottomans le 15 novembre 1592 à Constantinople. Le voïvode Alexandru IV Iliaș a confirmé les possessions des ancêtres à Vasile, Nicolae et Constantin Căzăcescul.
Le 4 février 1676 les cousins Gabriel et Basil furent anoblis par le roi de Pologne Jean Sobieski,  avec le prédicat de "Lukawiecki",,. La Cour moldave a confirmé le 24 janvier 1681, par la signature du grand évêque Dosoftei et du chancelier Miron Costin, que les Seigneurs Gabriel et Basil Wassilko de Lukawiecki sont grands boyards moldaves,.
Le grand-père d'Alexandre, Basil, a été anobli avec ses frères Nicolai et Stefan, fait chevalier par l’Empereur romain germanique Joseph II le 17 février 1788 (Ritter von Wassilko).
Son père Iordaki a reçu le titre de baron avec le prédicat « von Serecki » de l'empereur François-Joseph d'Autriche, le 14 juillet 1855.

## Biographie

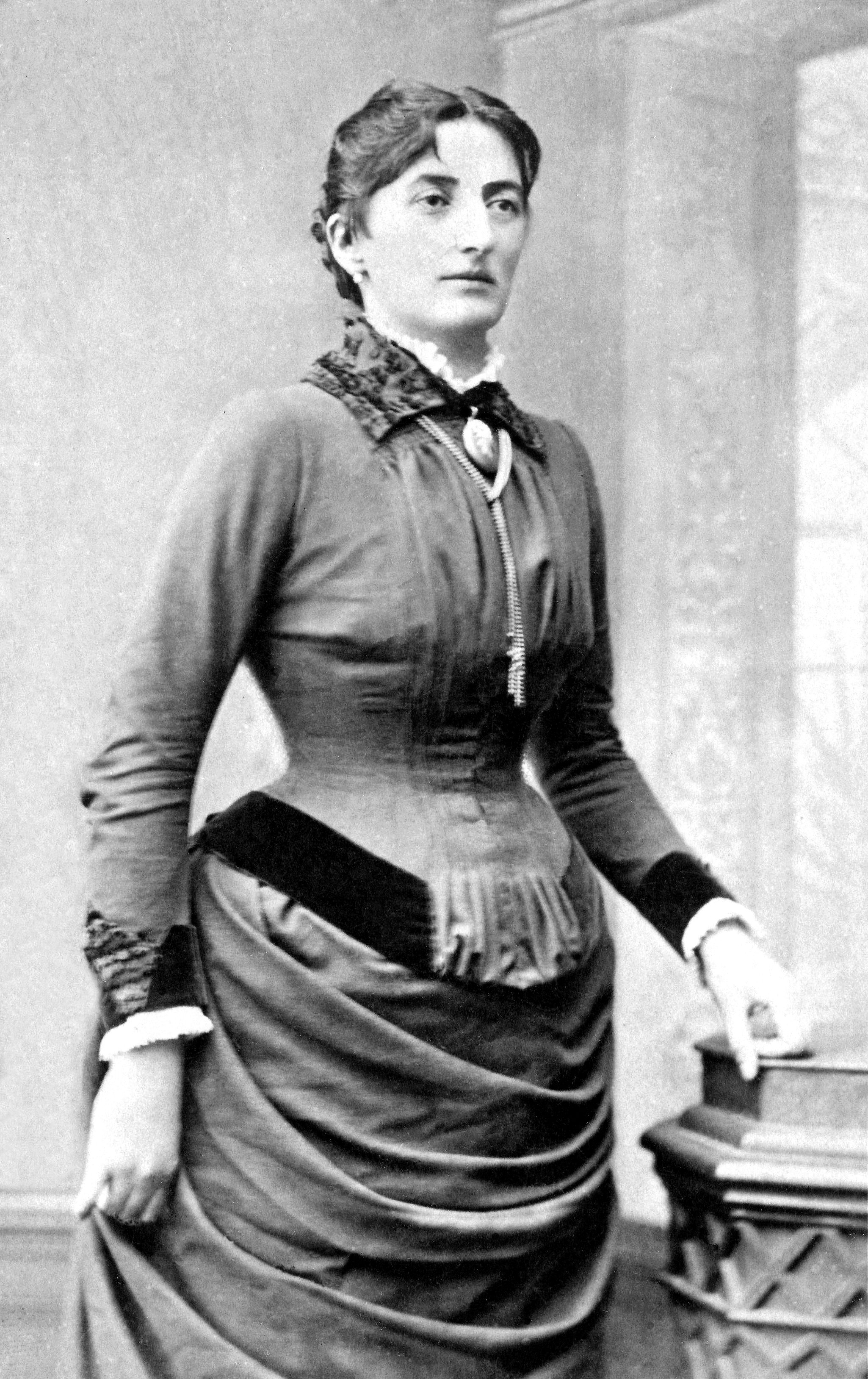
Katharina von Flondor 1870

Le fils de Baron Iordache Wassilko de Serecki (1795–1861) et Anne de Kalmucki (Calmuţchi) (1811-1896) a grandi au château de son père à Berhometh. Après avoir terminé les études secondaires à Czernowicz, où il a obtenu le baccalauréat en 1846 avec distinction, il a étudié la philosophie et le droit à Czernowicz et Lemberg (Lviv). Depuis 1850, il a travaillé comme avocat a Czernowicz et à partir de 1859, il a géré les biens de son père malade.
Il s'est marié le 16 juin 1859 au Château de Hlinita avec Catherine (1843-1920), fille du chevalier Iordache de Flondor.  Il a eu d'elle quatre fils, George (1864–1940), aussi maréchal de Bucovine (1904–1911), Stephan (1869–1933), Alexander (1871–1920) et Victor 1872–1934), les ultérieurs comtes Wassilko von (de) Serecki (29. Août/19. Octobre 1918),.
Alexandre, grand propriétaire et membre du «Parti Conservateur Autonomiste Roumain» de Bucovine, a commencé sa carrière politique en 1862 comme député des grands propriétaires terriens, à partir de 1870 dans le comté de Wizhnitz, où il a été régulièrement élu par la population locale roumaine, ruthène et guzul jusqu'à sa mort. En 1863, il fut cofondateur de la société roumaine « Junimea », puis, son mécène et membre honoraire.

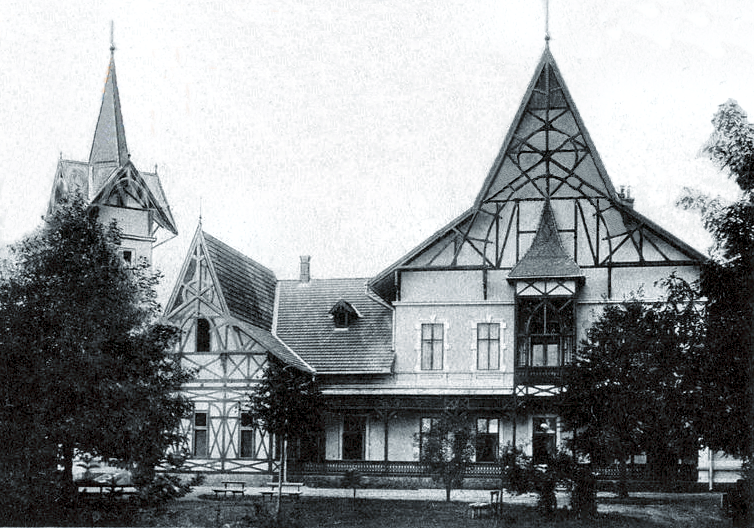
Château de la famille Wassilko a Berhometh 1900

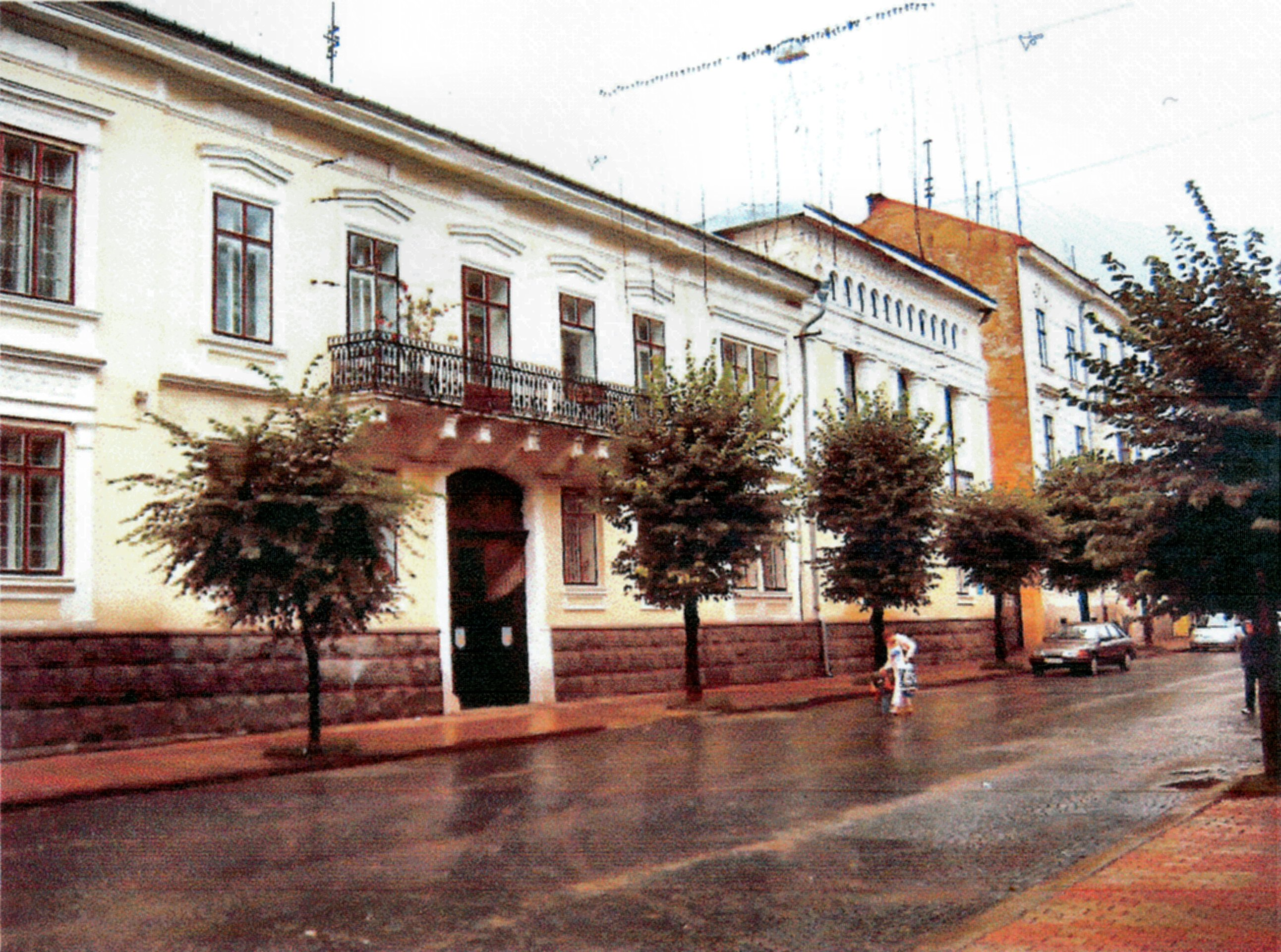
Le Palais Wassilko a Czernowitz, vue partielle

Le 24 février 1867 il a pris le mandat à la Chambre des Seigneurs de l'Autriche (Herrenhaus), comme son père avant lui, la famille ayant ce droit, avec seulement huit autres familles baronales. Il y a été pendant 13 ans le seul représentant de la Bucovine. Des années plus tard l'évêque Silvestre Morariu Andrievici est devenu membre de cette assemblée.
En 1870, il fut élu pour la première fois maréchal du Duché de Bucovine. Il a déclaré dans son discours inaugural à l'ouverture de la session parlementaire, qu'il  allait toujours considérer que son pays, la Bucovine et sa population roumaine, doivent être garantis  en Autriche, ce qui est un droit conformément à la loi et à l'histoire. Par ses liens avec la cour de Vienne, il a réussi l'introduction de la langue roumaine  comme langue d'instruction au Lycée de Suceava en 1876. Quelques années plus tard, a suivi l'enseignement en roumain dans des classes spéciales au Lycée de Cernăuți.
En 1884 (et ensuite jusqu'en 1892) il a été élu de nouveau maréchal du duché et a reçu l'Ordre de la couronne de fer du 2e classe. Dans son discours inaugural le baron a exigé la reconnaissance juridique des langues roumaine et ruthène comme langues officielles. Il a également appelé les parlementaires à l'unanimité en faveur de l'autonomie des provinces et de l'indépendance, mais dans l'idée d'un État autrichien,. 
Le président du pays, Anton Graf Pace von Friedenberg, a démissionné en raison de conflits au sujet de l'utilisation du roumain au printemps 1892. En conséquence, Alexander a déclaré que dans l'avenir il ne sera pas disponible comme maréchal de la Bucovine, mais il resta dans cette fonction jusqu'aux élections de l'automne .
Alexander a soutenu l'extension du réseau ferroviaire, une construction de 57 km de longueur entre Hliboka et Berhometh, qui a été inaugurée le 30 novembre 1886. Il l'a principalement utilisée pour transporter le bois de ses forêts. En plus Wassilko a établi des sociétés de transport du bois, et d'autres installations industrielles. 
Le baron a terminé la construction du château familial de  Wassilko à Berhomet et a acheté le bâtiment de Herrengasse 38 à Tchernivtsi (1886) qui a été appelé "Palais Wassilko". Alexander a été le plus grand propriétaire terrien de la Bucovine, mais aussi de l'Empire autrichien, il était en possession de 28 000 hectares.
Sa mort inattendue en 1893 a produit une profonde consternation chez les habitants du pays, de  toutes les factions politiques.